# The Greatest Showman
The Greatest Showman er en amerikansk spillefilm fra 2017 af Michael Gracey.